# Grottes de Lacave
Les grottes de Lacave est un ensemble de grottes situées en France, près de la vallée de la Dordogne, sur la commune de Lacave dans le Nord-Ouest du département du Lot, en région Occitanie.

## Spéléométrie
Le développement de la cavité principale est de 1 500 m.

## Géologie
La cavité s'ouvre dans les calcaires et dolomies du Jurassique moyen et supérieur.

## Histoire
Les grottes sont découvertes accidentellement le 27 mai 1905 par Armand Viré, qui a découvert l'igue de Saint-Sol le 9 avril précédent. Comme l'entrée de l'igue est un puits de 64 mètres de profondeur et que Viré souhaite rendre cette cavité accessible au public, il fait entamer dès le 12 avril 1905 le creusement d'un tunnel à partir de la grotte Jouclas située sur la place de Lacave où il découvre au passage nombre de vestiges archéologiques. Le tunnel, qui doit être creusé en pleine roche, n'atteint pas l'igue de Saint-Sol mais tombe par hasard le 27 mai sur les grottes de Lacave. Viré fait commencer les aménagements le 29 mai ; les premiers visiteurs y entrent le 7 septembre de la même année. Il est propriétaire des grottes jusqu'en 1947.
Armand Viré découvrit à l'entrée des vestiges préhistoriques datant de l'époque du Solutréen et Magdalénien (Paléolithique).
Le 24 juin 1965 un groupe de sept jeunes femmes, dont l'actrice Anouk Aimée, restent cloîtrées volontairement pendant 15 jours dans les grottes de Lacave. Il s'agit d'une étude sur les origines de l'obésité, menée par l'unité de recherche sur les maladies de la nutrition de l'hôpital Bichat. Cette expérience visait à vérifier si des humains désorientés (lumière artificielle, perte du rythme circadien, absence de stimuli extérieurs) conservaient l'équilibre entre les aliments ingérés et leurs dépenses journalières. L'article du Monde indique que les résultats ne seraient pas publiés sans une nouvelle expérience « renouvelée dans des conditions satisfaisantes alliant la rigueur scientifique à une certaine discrétion ». Jean Donguès, attaché de presse du Département raconte en effet dans un article de La Dépêche que cette expérimentation médicale a démarré à la suite de la demande du directeur des grottes de Lacave de mettre en valeur son site.

## Un voyage hors du temps
Un film documentaire, intitulé « Un Voyage Hors du Temps » a été tourné dans les grottes de Lacave en 2012. Il relate leur découverte au cœur de la vallée de la Dordogne et offre une vision poétique de la grotte. Il est sorti en DVD début juillet 2012.

## Visite touristique
Ouvertes aux visites du public, on accède depuis la grotte de Jouclas par un petit train électrique souterrain aux salles et galeries les plus intéressantes des grottes de Lacave. Sur un parcours de 1 600 m aller-retour, on longe de nombreux lacs et concrétions ainsi que des salles dont les deux plus impressionnantes sont l'une d'une hauteur sous dôme de 60 m, et l'autre d'une superficie de 2 000 m2, éclairée faiblement par une lumière ultra violette de façon à faire ressortir la fluorescence naturelle de certaines concrétions.
83 207 personnes ont visité les grottes de Lacave en 2017 avec un record de 91 429 visiteurs en 2012.

## Art mobilier
Des outils et des armes préhistoriques, en os et en corne, ainsi que des silex ont été découverts lors des travaux d'aménagements des grottes.

## Galerie

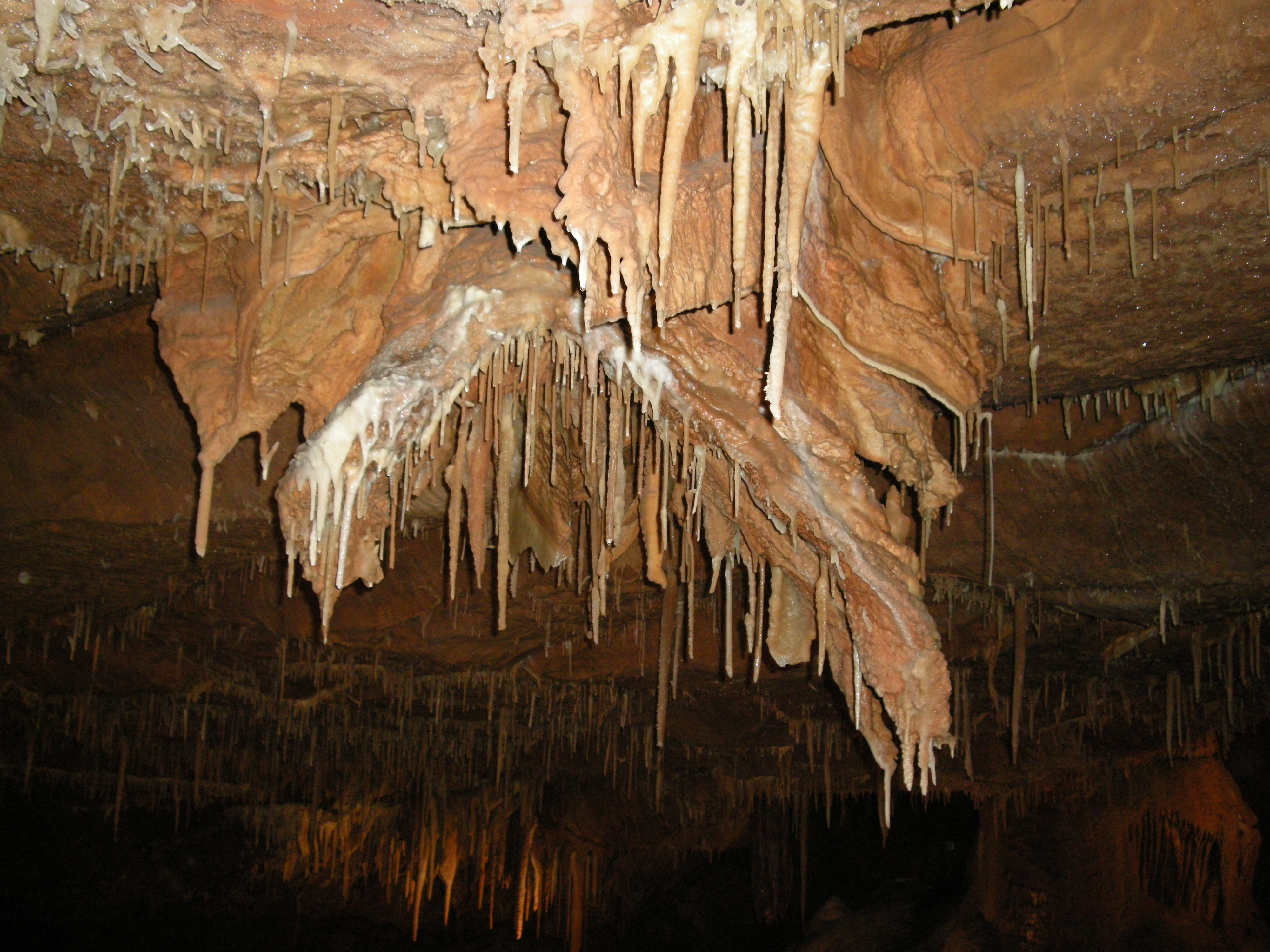
Des stalactites.
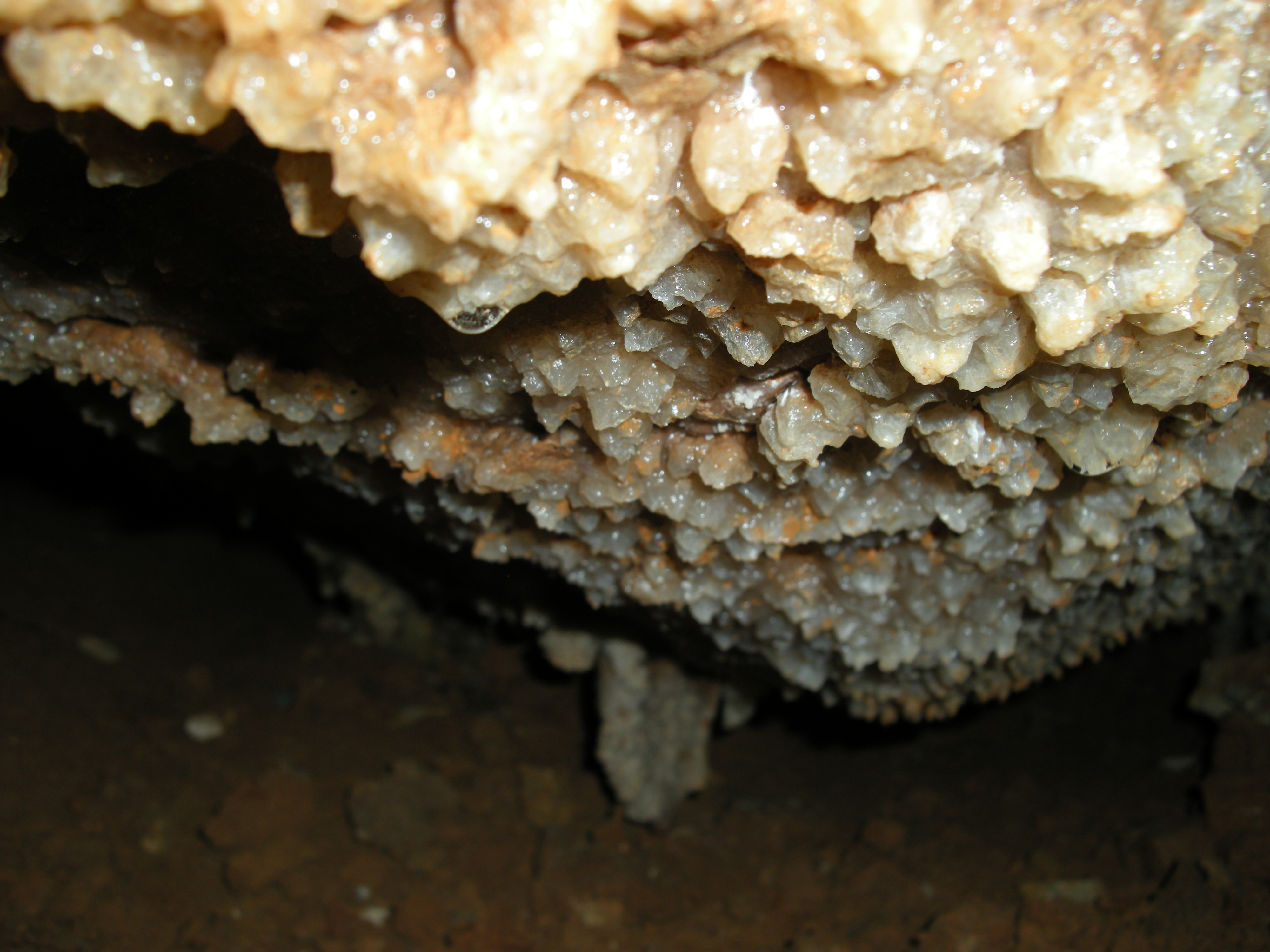
Dépôt de calcite sur les parois de la grotte.
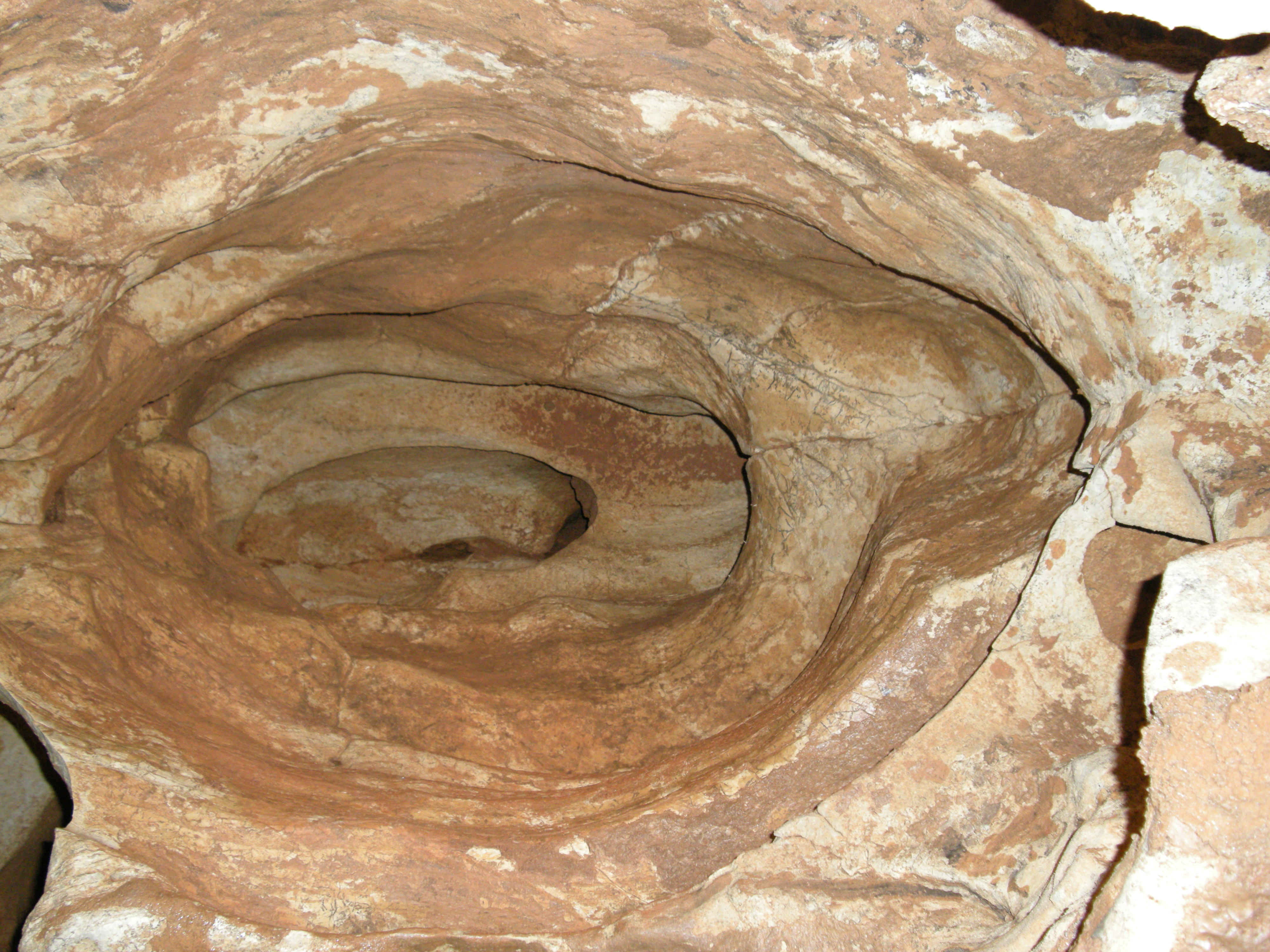
Un boyau géologique (diamètre de 1 m env. ; longueur visible de 3 m).

## Nouvelle grotte touristique (2018)
À quelques kilomètres en direction de Rocamadour, la grotte des Carbonnières a été découverte par Serge Barlan en 2003. Elle a été ensuite aménagée par Jean-Max Touron pour les visites touristiques et ouverte au public le 1er juillet 2018, en liaison avec le Préhisto-Dino Parc voisin.